# Katastrofa lotu Vladivostok Air 352
Katastrofa lotu Vladivostok Air 352 – wydarzyła się 4 lipca 2001 roku. Samolot linii Vladivostok Air, Tu-154 (lot nr 352) rozbił się pod Irkuckiem. Śmierć poniosło 145 osób – wszyscy znajdujący się na pokładzie. Samolot leciał z Jekaterynburga na Uralu do Władywostoku. Spadł 23 kilometry na wschód od Irkucka.

## Przyczyny tragedii
Ówczesny wicepremier Rosji, który zajmował się tą sprawą ustalił okoliczności zdarzenia. Błąd, który kosztował życie 145 osób, popełnił drugi pilot, który zadarł ostro dziób samolotu. Szybkość samolotu gwałtownie zmalała, Tu-154 wpadł w korkociąg i uderzył w ziemię.

## Ofiary katastrofy
| Kraj  | Pasażerowie | Załoga | Razem |
| ----- | ----------- | ------ | ----- |
| Rosja | 124         | 9      | 133   |
| Chiny | 12          | -      | 12    |
| Razem | 136         | 9      | 145   |